# Новолюбарська сільська рада
Новолюбарська сільська рада (Ново-Любарська сільська рада) — колишня адміністративно-територіальна одиниця та орган місцевого самоврядування у Любарському районі Житомирської і Бердичівської округ, Вінницької та Житомирської областей Української РСР з адміністративним центром у селі Новий Любар.

## Населені пункти
Сільській раді на час ліквідації були підпорядковані населені пункти:
- с. Новий Любар

## Населення
Кількість населення ради, станом на 1923 рік, становила 2 726 осіб, кількість дворів — 642.
Відповідно до перепису населення СРСР, станом на 17 грудня 1926 року, чисельність населення ради становила 1 423 особи, з них, за статтю: чоловіків — 698, жінок — 725; етнічний склад: українців — 1 310, росіян — 8, євреїв — 94, поляків — 11. Кількість господарств — 313.

## Історія та адміністративний устрій
Створена 1923 року в складі Новомейської громади містечка Любар (Ново-Любар) та хуторів Бартечка, Карпика, Лаврика Білоуса, Мельницьке, Писарів і Тарасюка Любарської волості Полонського повіту Волинської губернії. 7 березня 1923 року включена до складу новоствореного Любарського району Житомирської округи. Станом на 1 жовтня 1941 року хутори Бартечка, Карпика, Лаврика Білоуса, Мельницьке, Писарів і Тарасюка не перебувають на обліку населених пунктів.
Станом на 1 вересня 1946 року сільська рада входила до складу Любарського району Житомирської області, на обліку в раді перебувало с. Новий Любар.
Ліквідована 11 серпня 1954 року, відповідно до указу Президії Верховної ради Української РСР «Про укрупнення сільських рад по Житомирській області», територію та населені пункти ради приєднано до складу Юрівської сільської ради Любарського району Житомирської області.